# Stele von Yumurtalık

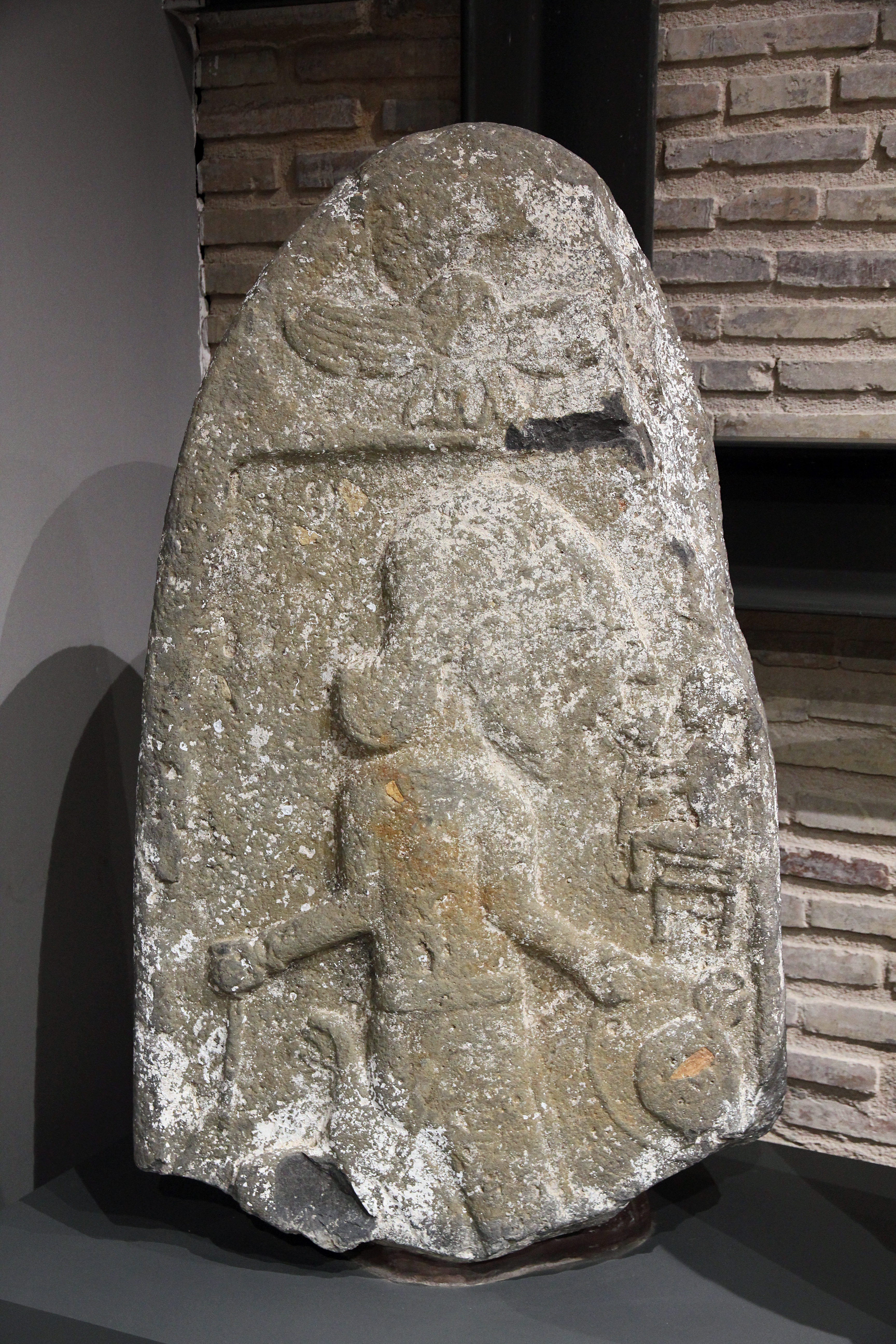
Stele von Yumurtalık

Die Stele von Yumurtalık ist ein späthethitisches Monument aus dem 9. Jahrhundert v. Chr. Die Stele wurde 1994 bei Bauarbeiten in Yumurtalık im Süden der Türkei im Ebenen Kilikien gefunden. Sie ist heute im Archäologischen Museum von Adana ausgestellt.

## Beschreibung
Die Basaltstele ist 1,10 Meter hoch, 0,51 Meter breit und 0,20 Meter tief, unten sind Teile verloren. Auf dem gerundeten oberen Teil ist eine Flügelsonne abgebildet. Darunter ist in den Stein eine Nische eingearbeitet, in der zwei Personen gezeigt sind. Etwa zentral steht eine nach rechts gewandte männliche Gestalt mit undefinierten Gegenständen in den Händen. Ihm gegenüber ist am rechten Rand eine erheblich kleinere, sitzende Figur zu sehen. Auch diese hält einen länglichen Gegenstand in den Händen. Nach Dominik Bonatz, der das Werk in seiner Arbeit über syro-hethitische Grabdenkmäler in einer Liste erwähnt, kann die Stele ins 9. Jahrhundert v. Chr. datiert werden.